# Narin Uluç
Narin Uluç (* 18. Februar 1985) ist eine türkische Badmintonspielerin, die im Parabadminton in der Startklasse WH2 an den Start geht und drei Silbermedaillen bei Europameisterschaften erringen konnte.

## Karriere
Bei der Weltmeisterschaft 2013 in Dortmund verlor Uluç alle drei Einzel-Gruppenspiele – gegen die Schottin Fiona Christie, die Belgierin Linda Claes und die Russin Alla Arefjewa. Im Damendoppel startete sie mit ihrer Landsfrau Emine Seçkin. Die ersten beiden Spiele gegen die Japanerinnen Yoko Egami/Rie Ogura und die Deutschen Valeska Knoblauch/Elke Rongen gingen verloren, das dritte Gruppenspiel gewannen die Türkinnen gegen die Schottin Fiona Christie und die Engländerin Paula Robinson. Im Mixed spielte sie mit dem Spanier Roberto Galdos, sie verloren gegen die Deutschen Wolfram Goehe/Gertrud Salewski und die Japaner Osamu Nagashima/Rie Ogura.
Bei der Europameisterschaft 2016 in Dortmund besiegte sie in der Gruppenphase Esther Torres aus Spanien und die Französin Pamela Masse. Als Gruppensiegerin hatte sie im Viertelfinale ein Freilos und besiegte die Schottin Fiona Christie mit 21:13, 21:9 im Halbfinale. Im Finale traf sie auf ihre Landsfrau Emine Seçkin, verlor mit 9:21, 9:21 und errang somit die Silbermedaille. Das Doppel bestritt sie mit ihrer Landsfrau Mine Korkmaz. Im ersten Spiel besiegten sie Marcella Li Brizzi (Italien)/Heidi Manninen (Finnland), im zweiten verloren sie gegen Valeska Knoblauch/Elke Rongen (beide aus Deutschland). Im Viertelfinale spielten sie gegen die Engländerin Sharon Jones-Barnes und ihre Spielpartnerin Henriett Koósz aus Österreich. Uluç/Korkmaz gewannen mit 15:21, 21:16, 21:18. Im Halbfinale trafen sie erneut auf Knoblauch/Rongen und verloren mit 7:21, 21:14, 27:29. Die Bronzemedaille teilten sie sich mit der Russin Lilija Prokofjewa und der Belgierin Man-Kei To.
Im Mixedbewerb der Europameisterschaft spielte sie mit dem Franzosen David Toupé. In der Gruppenphase besiegten sie Jakub Tomasz Sikorski (Polen)/Henriett Koósz (Österreich) und Pawel Popow/Lilija Prokofjewa (beide aus Russland). Nach einem Freilos als Gruppensieger im Achtelfinale trafen sie im Viertelfinale auf das französische Duo Stephen Durand/Emmanuelle Ott und gewannen mit 21:13, 21:12. Im Halbfinale spielten sie gegen die Deutschen Young-Chin Mi/Valeska Knoblauch und gewannen auch dieses Spiel – mit 21:13, 13:21, 21:18. Im Finale unterlagen sie dem Engländer Martin Rooke und der Schweizerin Karin Suter-Erath mit 18:21, 14:21 – Toupé und Uluç erhielten somit die Silbermedaille. Uluç errang damit bei der Europameisterschaft 2016 zwei Silber- und eine Bronzemedaille.
Bei der Weltmeisterschaft 2017 in Ulsan verlor Uluç beide Gruppenspiele – gegen die Japanerin Rie Ogura und Xu Tingting aus der Volksrepublik China. Im Doppel spielte sie mit der Österreicherin Henriett Koósz, auch hier wurden alle Gruppenspiele verloren – gegen Tatjana Gurejewa/Irina Kusmenko (Russland), Kim Yun-sim/Son Ok-cha (Republik Korea) sowie Liu Yutong/Zhang Jing (Volksrepublik China). Das Mixed bestritt sie mit ihrem Landsmann Aslan Şahin. Hier verloren sie gegen David Toupé mit Emmanuelle Ott (Frankreich) und Sumpradit Aphichat mit Thinjun Piyawan. Lediglich die Kanadier Mikhail Bilenki und Yuka Chokyu konnten besiegt werden.
Bei der Europameisterschaft 2018 in Rodez besiegte Uluç in der Gruppenphase die Engländerin Sharon Jones-Barnes und die Französin Emmanuelle Ott. Wie bei der Europameisterschaft 2016 gewann sie im Halbfinale gegen Fiona Christie und verlor im Finale gegen Emine Seçkin. Das Mixed bestritt sie mit Avni Kertmen. Dort verloren sie das erste Spiel gegen Jordy Brouwer von Gonzenbach (Königreich der Niederlande)/Man-Kei To (Belgien) und gewannen das zweite Spiel gegen Francisco Motero und Esther Torres aus Spanien. Im Achtelfinale war gegen Konstantin Afinogenow aus Russland und seine Spielpartnerin Emine Seçkin aus der Türkei mit 6:21, 12:21 Endstation. Im Damendoppel trat sie nicht an.